# 拉塞列拉德特尔
拉塞列拉德特尔，是西班牙加泰罗尼亚赫罗纳省的一个市镇。总面积15平方公里，总人口1987人（2001年），人口密度132人/平方公里。